# Thelus Military Cemetery
Thelus Military Cemetery is een Britse militaire begraafplaats met gesneuvelden uit de Eerste Wereldoorlog en gelegen in de Franse gemeente Thélus (Noorderdepartement). De begraafplaats werd ontworpen door Reginald Blomfield en ligt in het veld op 1.300 m ten noordwesten van het centrum van Thélus (Église Saint Ranulphe). Ze is vanaf de Rue des Artilleurs Canadiens bereikbaar langs een graspad van 325 m. Het terrein heeft een nagenoeg vierkant grondplan met een oppervlakte van 1.459 m² en is omgeven door een lage bakstenen muur. Het Cross of Sacrifice staat vooraan vlak bij de toegang. De begraafplaats wordt onderhouden door de Commonwealth War Graves Commission. 
Er worden 296 doden herdacht.

## Geschiedenis
Vimy werd door het Canadian Corps op 9 april 1917 veroverd en bleef tot het einde van de oorlog in Britse handen. Het oudste gedeelte van de begraafplaats (oorspronkelijk CB8 genoemd en is nu perk II) werd na de verovering van de Vimy heuvelrug aangelegd. Vanaf juni 1917 tot september 1918 werd de begraafplaats gebruikt door gevechtseenheden en na de wapenstilstand werden nog graven, die afkomstig waren van de slagvelden rond Vimy en Thélus, bijgezet. 
Er liggen 51 Britten (waaronder 1 niet geïdentificeerde), 244 Canadezen (waaronder 32 niet geïdentificeerde) en 1 Duitser.

## Graven
- De broers Henri en Albert Denis waren in dienst bij de Canadian Infantry toen ze sneuvelden op 24 september 1917. Zij liggen naast elkaar begraven.

### Onderscheiden militairen
- J. A. Cameron, luitenant bij de Canadian Infantry werd onderscheiden met het Distinguished Service Order (DSO).
- Thomas d'Arcy Sneath, majoor bij het 5th Canadian Mounted Rifles Battalion, Osbert Richmond Knight, luitenant bij het Royal Flying Corps en F. W. Hinchcliffe, sergeant-majoor bij de Canadian Infantry werden onderscheiden het Military Cross (MC).

### Aliassen
- soldaat Albert V. Skinner diende onder het alias A. Vernon bij de Canadian Infantry.
- soldaat Thomas Lewis Llewellyn diende onder het alias Llewellyn Thomas bij het Canadian Machine Gun Corps
- soldaat Frederick Moore diende onder het alias John Charles Fulton bij de Canadian Infantry.